# Peter Bossman
Peter Bossman (Acra, 2 de novembro de 1955) é um político esloveno nascido no Gana. É o atual prefeito da cidade de Piran, na Ístria.

## Biografia
Nascido em Gana, Peter Bossman emigrou para a Iugoslávia na década de 70, onde estudou  medicina.
O projeto inicial do estudante era voltar à sua terra natal, mas acabou casando com uma croata.
Em outubro de 2010, passou a ser o primeiro prefeito negro da história da Eslovênia, em um país majoritariamente branco e com maior parte dos imigrantes originária de ex-repúblicas iugoslavas, como Bósnia e Sérvia.